# Jiří Motl
Jiří Motl (* 29. September 1984 in Litoměřice) ist ein tschechischer Handballspieler.
Der 1,84 Meter große und 84 Kilogramm schwere Außenspieler steht bei HK Lovosice unter Vertrag. Mit Lovosice spielte er im EHF Challenge Cup (2008/2009). Zuvor spielte er bei Házená Brno.
Jiří Motl steht im erweiterten Aufgebot der  tschechischen Nationalmannschaft, so für die Europameisterschaft 2014. Er bestritt sein erstes Spiel für die A-Nationalmannschaft am 29. Oktober 2005 gegen die niederländische Auswahl. Bislang kommt er auf 93 Länderspiele, bei 159 Toren.